# Société française des pyrites de Huelva
La Société française des pyrites de Huelva est une entreprise minière en Espagne fondée en 1899. 

## Historique
Elle est fondée avec un capital de 3,5 millions de francs. Elle devient la troisième compagnie minière de la province.
Jules Rostand en sera le président.